# San Bartolomé Zoogocho (kommun)
San Bartolomé Zoogocho är en kommun i Mexiko.   Den ligger i delstaten Oaxaca, i den sydöstra delen av landet, 400 km sydost om huvudstaden Mexico City.
Följande samhällen finns i San Bartolomé Zoogocho:
- San Bartolomé Zoogocho